# بیمارستان خرونینگن
بیمارستان خرونینگن (به انگلیسی: AZ Groeninge) بیمارستانی در کشور بلژیک است که در سال ۲۰۰۳ میلادی ساخته شده و دارای ۱۰۶۶ تخت است.